# Szczeciny
Szczeciny (deutsch Stettinnen) ist ein Ort in der polnischen Woiwodschaft Ermland-Masuren. Er gehört zur Gmina Bartoszyce (Landgemeinde Bartenstein) im Powiat Bartoszycki (Kreis Bartenstein (Ostpr.)).

## Geographische Lage
Szczeciny liegt in der nördlichen Mitte der Woiwodschaft Ermland-Masuren, jeweils 15 Kilometer südlich der früheren und heute auf russischem Hoheitsgebiet gelegenen Kreisstadt Preußisch Eylau (russisch Bagrationowsk) bzw. westlich der heutigen Kreismetropole Bartoszyce (deutsch Bartenstein).

## Geschichte
Um 1400 wurde das damalige Stignotignokeim gegründet und nach 1437 Standtin, nach 1600 Stuttinnen, nach 1762 Stittinnen und nach 1774 Stettinnen genannt. Am nordwestlichen Ortsrand befand sich der Wohnplatz Stettinnenhof (polnisch Szczeciniak). Der Ort selbst bestand aus mehreren kleinen Höfen und wurde als Landgemeinde 1874 in den neu errichteten Amtsbezirk Worienen (polnisch Woryny) im ostpreußischen Kreis Preußisch Eylau aufgenommen. Im Jahre 1910 zählte Stettinnen 47 Einwohner.
Am 30. September 1928 gab die Landgemeinde Stettinnen ihre Eigenständigkeit auf und schloss sich mit der Landgemeinde Worglitten (polnisch Wargielity) und dem Gutsbezirk Neukrug (polnisch Nowa Karczma)  zur neuen Landgemeinde Worglitten zusammen.
Als 1945 in Kriegsfolge das gesamte südliche Ostpreußen an Polen fiel, bekam Stettinnen die polnische Namensform „Szczeciny“ und ist heute eine Ortschaft im Verbund der Landgemeinde Bartoszyce (Bartenstein) im Powiat Bartoszycki (Kreis Bartenstein (Ostpr.)), von 1975 bis 1998 der Woiwodschaft Olsztyn, seither der Woiwodschaft Ermland-Masuren zugehörig.

## Religion

### Christentum
Bis 1945 war Stettinnen in die evangelische Kirche Eichhorn (polnisch Wiewiórki) in der Kirchenprovinz Ostpreußen der Kirche der Altpreußischen Union, außerdem in die römisch-katholische Kirche Landsberg (Ostpreußen) (polnisch Górowo Iławeckie) im damaligen Bistum Ermland eingepfarrt.
Heute gehört Szczciny katholischerseits zur Kirche Wojciechy (Albrechtsdorf) im jetzigen Erzbistum Ermland, evangelischerseits zur Kirche in der Stadt Bartoszyce (Bartenstein), einer Filialkirche der Johanneskirche in Kętrzyn (Rastenburg) in der Diözese Masuren der Evangelisch-Augsburgischen Kirche in Polen.

## Verkehr
Szczeciny liegt an einer Nebenstraße, die Wargielity (Worglitten) in der Gmina Bartoszyce mit Deksyty (Dixen) in der Gmina Górowo Iławeckie verbindet. Eine Anbindung an den Bahnverkehr besteht nicht.